# Decimoputzu
Decimoputzu (in sardo Deximeputzu) è un comune italiano di 4 155 abitanti della città metropolitana di Cagliari.

## Geografia fisica

### Territorio
Il paese è sito nella piana del Campidano di Cagliari, attraversato dal fiume Flumini Mannu.

## Origini del nome
Il toponimo deriva dal latino decimum, dal miliario ab decimum lapidem (lungo la strada da Caralis a Sulki), e dall'appellativo sardo campidanese putzu, ossia "pozzo".

## Storia

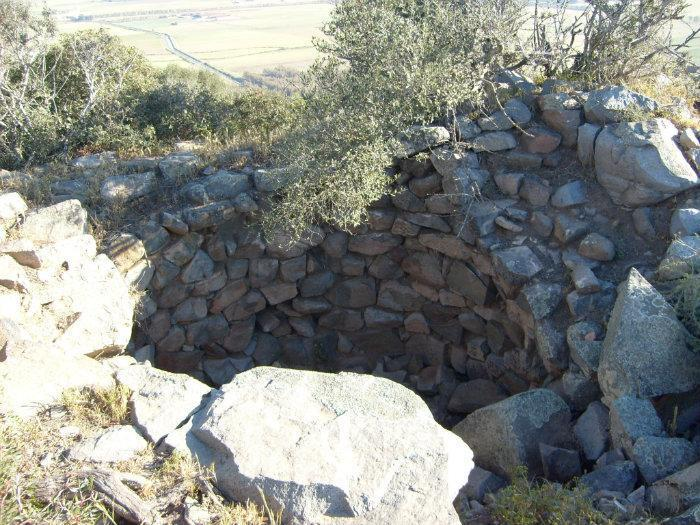
Nuraghe Monte Idda

Il territorio di Decimoputzu era già abitato in epoca prenuragica e nuragica. Testimonianze più importanti di quel periodo sono i nuraghi di Monte Idda e Casteddu de Fanaris e la Domus de janas in località Sant'Iroxi, nota come Tomba dei guerrieri, dove, nel 1987, sono state rinvenute 19 lame di spade e pugnali in rame arsenicale di tipo El Argar, risalenti alla Cultura di Bonnanaro (1600 a.C. circa), che, assieme ad un analogo modello da Maracalagonis, costituiscono i più antichi esemplari di spada in Sardegna; all'epoca nuragica si riferisce la testa in avorio di una statuetta di soldato miceneo (che confermerebbe gli scambi con le civiltà dell'Egeo) proveniente dalla località di Mitza Purdia, nonché il ripostiglio sul Monte Idda nelle vicinanze del nuraghe, dove furono scoperti vari oggetti in bronzo tra i quali diverse spade.
Successivamente l'area venne frequentata da fenicio-punici, romani, vandali e bizantini. 

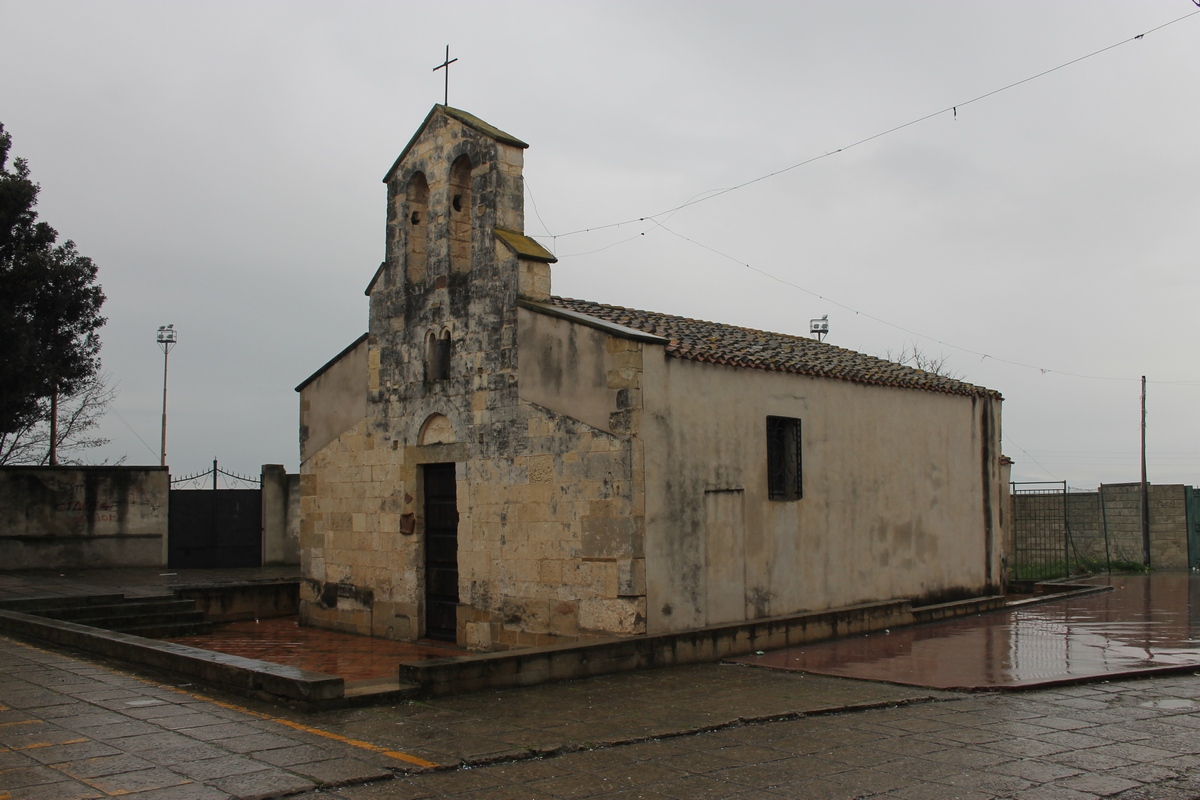
Chiesa romanica di San Giorgio

Le prime notizie dell'esistenza del borgo risalgono al 1089 come testimonianza della donazione da parte del giudice di Cagliari Orzocco Torchitorio I della chiesa di S. Georgii de Decimo all'Ordine di San Vittore di Marsiglia. Il toponimo Decimoputzu viene per la prima volta citato nel 1414 nelle forme di Decimopozzo o Decimo Pupussi, quando il territorio era parte integrante della curatoria di Gippi, che fece parte del giudicato di Cagliari prima e del Regno di Sardegna in seguito, durante il dominio aragonese-spagnolo, ove fu incorporato come feudo nell'Incontrada di Parte Gippi. Fece poi parte del marchesato di Villasor, feudo degli Alagon. Venne riscattato ai Da Silva - Alagon nel 1839 con la soppressione del sistema feudale.

### Simboli

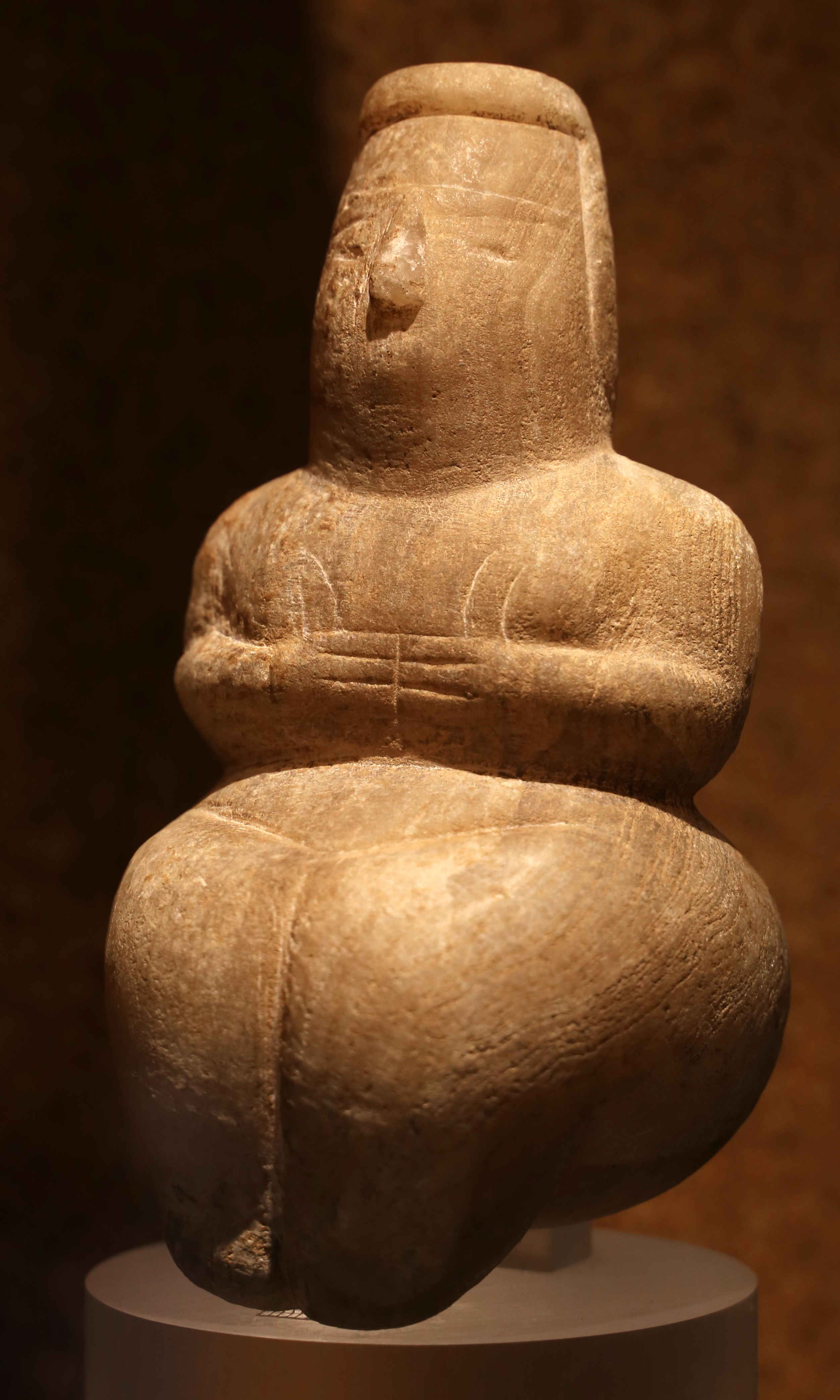
Statuetta di Dea Madre neolitica

Lo stemma e il gonfalone del comune di Decimoputzu sono stati concessi con decreto del presidente della Repubblica del 22 maggio 2002. Lo stemma si blasona:
Vi sono raffigurati la lettera D, iniziale del nome del comune, le spighe, simbolo dell'attività cerealicola, e la statuetta di divinità femminile in alabastro, rinvenuta nel territorio comunale e conservata presso il Museo archeologico nazionale di Cagliari.
Il gonfalone è un drappo partito di azzurro e di bianco.

## Monumenti e luoghi d'interesse

### Architetture religiose
- Chiesa parrocchiale di Nostra Signora delle Grazie
- Chiesa di San Giorgio
- Chiesa campestre di San Basilio

### Architetture civili
- Palazzo delle scuole
- Casa campidanese
- Monumento ai caduti
- Ponte austriaco

### Siti archeologici
- Ipogeo di Sant'Iroxi
- Casteddu de Fanaris
- Rovine di chiese campestri

## Società

### Evoluzione demografica
Abitanti censiti

### Etnie e minoranze straniere
Al 31-12-2015 i cittadini di nazionalità straniera costituivano il 3,1% della popolazione totale. Le nazionalità più rappresentate erano:
- Romania 52
- Marocco 36

### Lingue e dialetti
La variante del sardo parlata a Decimoputzu è il campidanese occidentale.

## Amministrazione
| Periodo         | Periodo         | Primo cittadino      | Partito                            | Carica                    | Note   |
| --------------- | --------------- | -------------------- | ---------------------------------- | ------------------------- | ------ |
| 6 giugno 1993   | 27 aprile 1997  | Piero Secci          | liste civiche di sinistra          | Sindaco                   | [ 11 ] |
| 27 aprile 1997  | 13 maggio 2001  | Antonino Munzittu    | liste civiche di centro-destra     | Sindaco                   | [ 12 ] |
| 13 maggio 2001  | 28 maggio 2006  | Antonino Munzittu    | liste civiche di centro-destra     | Sindaco                   | [ 13 ] |
| 28 maggio 2006  | 15 maggio 2011  | Gianfranco Sabiucciu | lista civica "Obiettivo Sviluppo"  | Sindaco                   | [ 14 ] |
| 15 maggio 2011  | 5 giugno 2016   | Ferruccio Collu      | lista civica "Con Decimoputzu"     | Sindaco                   | [ 15 ] |
| 5 giugno 2016   | 20 luglio 2021  | Alessandro Scano     | lista civica "Impegno e Ottimismo" | Sindaco                   | [ 16 ] |
| 20 luglio 2021  | 11 ottobre 2021 | Francesco Cicero     | -                                  | Commissario straordinario | [ 17 ] |
| 11 ottobre 2021 | in carica       | Antonino Munzittu    | lista civica                       | Sindaco                   | [ 18 ] |